# Furulund (zuidelijk deel)
Furulund (zuidelijk deel) (Zweeds: Furulund (södra delen)) is een småort in de Zweedse gemeente Kungsbacka in de provincie Hallands län en het landschap Halland. Het småort heeft 173 inwoners (2005) en een oppervlakte van 20 hectare. Eigenlijk bestaat het småort uit het zuidelijke deel van de plaats Furulund. Het småort wordt omringd door zowel door zowel landbouwgrond als bos en het ligt op een schiereiland op minder dan een kilometer afstand van de zee.